# 埤雅
『埤雅』（ひが）は、北宋の陸佃によって編集された辞典。全20巻。主に動植物について説明した書物である。

## 成立
『宋史』陸佃伝によると、陸佃は字を農師といい、越州山陰県（現在の浙江省紹興市柯橋区）の人であった。王安石の門人であり、王安石の改革には必ずしも賛成でなかったが、改革が失敗に終わった後も忠誠をつくした。神宗・哲宗・徽宗に仕え、官は尚書左丞にのぼった。なお、陸游は陸佃の孫である。
陸佃の没後、子の陸宰によって宣和7年（1125年）に書かれた『埤雅』の序文によれば、陸佃は『詩経』中の動植物（名物学）に関する深い知識があった。北宋の神宗が熙寧年間に科挙の改革を行い、試験範囲から詩賦を除いて経学を主とするようになって以降、陸佃の講義は人気が高まった。陸佃はその内容を書物にすることを提案し、まず説魚・説木の2篇を神宗に進上した。はじめ書物は『物性門類』という題であったが、完成前に神宗が崩御した。その後、陸佃は40年をかけて書物を改訂し、『爾雅』の補佐となる書物という意味で『埤雅』と名づけた。
『直斎書録解題』に『詩物性門類』8巻が見え、著者不明だが、おそらく『埤雅』の稿本であろうと言っている。平安時代の日宋貿易において、仁平元年（1151年）に藤原頼長が宋の商人劉文冲に要望した書物一覧にも、『詩物性門類』と推定される書物が含まれている。

## 構成・内容
『埤雅』は、釈魚（2巻）、釈獣（3巻）、釈鳥（4巻）、釈虫（2巻）、釈馬（1巻）、釈木（2巻）、釈艸（4巻）、釈天（2巻）の8篇20巻からなる。総目の巻20の末に「後欠」とあることから、これが完全なものではないのかもしれない。釈馬以外の各篇は『爾雅』にも同じ分類が見える。
項目数は297にすぎないが、『爾雅』と異なり、百科事典的な長大な説明を施している。
『四庫提要』によれば、『埤雅』の内容は雑駁であるが、現在は見られない多くの書物を引いていることは評価される。
近い時代の同様の書物に、南宋の羅願による『爾雅翼』がある。